# Hamodes cochlearifer
Hamodes cochlearifer là một loài bướm đêm trong họ Noctuidae.